# Hyaloplacoida
Hyaloplacoida is een geslacht van sponsdieren uit de klasse van de Hexactinellida.

## Soort
- Hyaloplacoida echinum Tabachnick, 1989